# Yếu tố tăng trưởng nội mạch
Yếu tố tăng trưởng nội mạch hay yếu tố tăng trưởng nội mô mạch máu (tiếng Anh: vascular endothelial growth factor, viết tắt: VEGF) hay yếu tố thấm mạch (vascular permeability factor, viết tắt: VPF), là một protein tín hiệu kích thích sự hình thành mạch máu (vasculogenesis) và tân sinh mạch (angiogenesis). VEGF thuộc họ yếu tố tăng trưởng có nguồn gốc từ tiểu cầu (PDGF), chứa các motif nút cystein trong cấu trúc protein hoàn chỉnh.
VEGF được tìm thấy nhiều trong huyết tương của bệnh nhân hen phế quản và đái tháo đường. Sự biểu hiện quá mức của VEGF có thể dẫn đến chứng tắc tĩnh mạch võng mạc (retinal vascular disease) hoặc các bộ phận khác trên cơ thể. Ở các khối u rắn, VEGF giúp tăng cường quá trình tân sinh mạch, dẫn nhiều máu đến cung cấp oxy và dinh dưỡng cho khối u phát triển và di căn. Hiện nay, đã có các thuốc ức chế trực tiếp lên VEGF (aflibercept, bevacizumab, ranibizumab, pegaptanib) giúp kiểm soát hoặc làm chậm sự tiến triển bệnh.

## Lịch sử
Từ cuối thập niên 30 đến giữa thập niên 40, đã có những giả thuyết về "yếu tố kích thích tăng trưởng mạch máu" (blood vessel growth stimulating factor), thúc đẩy quá trình tăng sinh mạch máu tạo điều kiện thuận lợi cho khối u phát triển. Năm 1970, Judah Folkman đã mô tả một yếu tố được tiết ra từ khối u dẫn đến tân sinh mạch và đặt tên là yếu tố tân sinh mạch khối u (tumor angiogenesis factor), ông cho rằng "kháng tân sinh mạch" (anti-angiogenesis) có thể trở thành một chiến lược trong điều trị ung thư và các bệnh khác. Năm 1983, Senger cùng cộng sự đã xác định một yếu tố thấm mạch máu (vascular permeability factor) được tiết ra từ khối u của chuột lang và chuột hamster. Vào cuối những năm 80, Ferrara và Henzel đã mô tả một yếu tố tương tự được tinh chế từ tế bào nang tuyến yên bò, clone và đặt tên là VEGF. Tischer cùng cộng sự cũng khám phá ra một VEGF tương tự từ quá trình cắt nối luân phiên RNA năm 1991. Giữa năm 1996 và 1997, Christinger và De Vos lần đầu tiên thu được cấu trúc tinh thể VEGF ở độ phân giải 2.5 Å và sau đó là 1.9 Å.
Năm 1992, thụ thể VEGF 1 (VEGFR1 hay Fms-like tyrosine kinase-1 (Flt-1)) và thụ thể VEGF 2 (VEGFR2 hay kinase insert domain receptor (KDR)) được Ferrara và Terman lần lượt mô tả. Neuropilin-1 và neuropilin-2 cũng được xác nhận là thụ thể của VEGF năm 1998.

## Phân loại

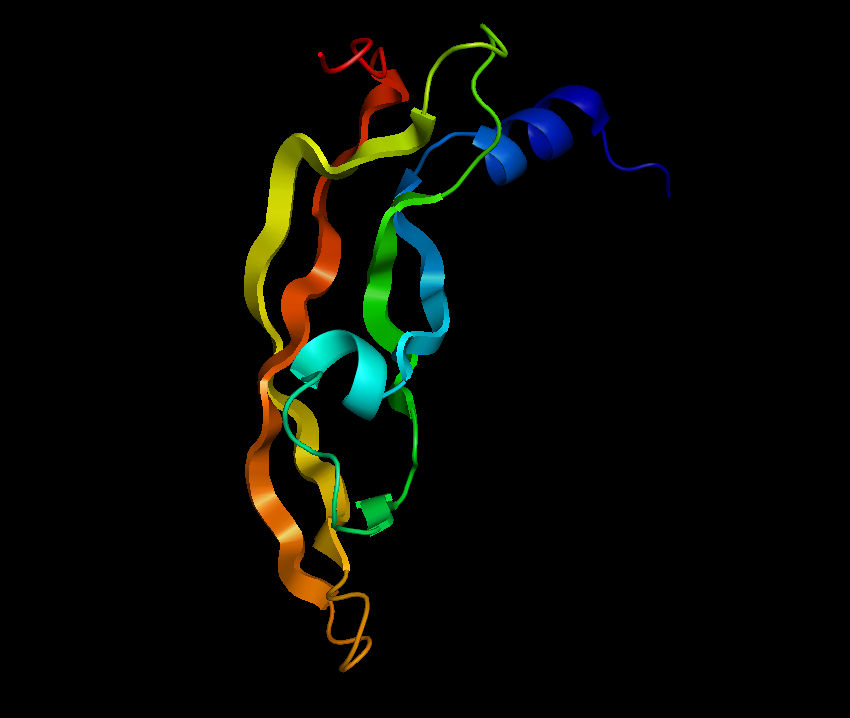
Cấu trúc tinh thể của Vammin, một VEGF-F từ nọc rắn

Ở động vật có vú, họ VEGF bao gồm 5 thành viên: VEGF-A, yếu tố tăng trưởng nhau thai (PIGF), VEGF-B, VEGF-C và VEGF-D. Ngoài ra, VEGF-E là một protein liên quan VEGF được tạo ra bởi một số loài virus và VEGF-F được tìm thấy trong nọc của một số loài rắn.
| Loại   | Chức năng |
| ------ | --- |
| VEGF-A | - Tân sinh mạch - ↑ Sự di chuyển tế bào nội mô - ↑ Nguyên phân tế bào nội mô - ↑ Hoạt tính matrix metalloproteinase (MMP) - ↑ Hoạt tính αVβ3 - ↑ Sự di chuyển và tăng sinh tế bào thần kinh đệm hình sao - Tạo lòng mạch - Tạo cửa sổ giữa đường dẫn máu và nhĩ chung - Hóa ứng động đại thực bào và bạch cầu hạt - Giãn mạch (gián tiếp thông qua giải phóng nitric oxide) - Tân sinh mạch bạch huyết (lymphangiogenesis) |
| VEGF-B | Tân sinh mạch phôi thai (mô cơ tim, không đặc hiệu) |
| VEGF-C | Tân sinh mạch bạch huyết |
| VEGF-D | Cần thiết cho sự phát triển hệ mạch bạch huyết (lymphatic vasculature) xung quanh các tiểu phế quản |
| PIGF   | Quan trọng trong quá trình hình thành mạch máu và cần thiết cho quá trình tân sinh mạch trong thiếu máu cục bộ, viêm nhiễm, lành vết thương và ung thư. |

Hoạt tính của VEGF-A đa phần được nghiên cứu trên tế bào nội mạch, mặc dù một số tế bào khác (bạch cầu đơn nhân, đại thực bào, tế bào thần kinh, tế bào ung thư và tế bào biểu mô thận) cũng chịu ảnh hưởng từ tín hiệu VEGF. Các nghiên cứu in vitro cho thấy VEGF-A có khả năng kích thích quá trình nguyên phân và di chuyển của tế bào nội mô. VEGF-A cũng được xem như một tác nhân gây giãn mạch (vasodilator), làm tăng tính thâm của các vi mạch.

## Đồng dạng

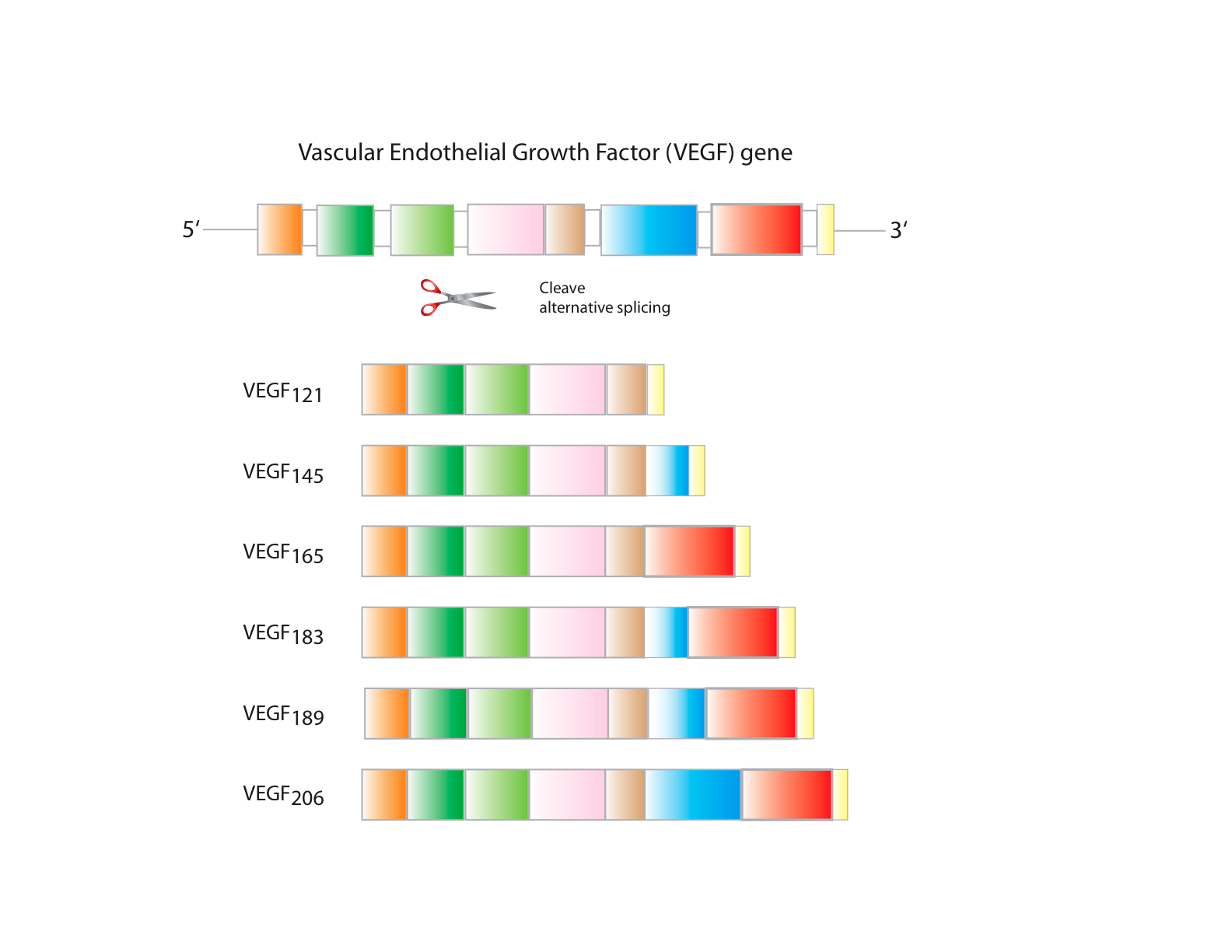
Các đồng dạng khác nhau của VEGF ở người

VEGF-A có nhiều đồng dạng nhờ quá trình cắt nối luân phiên mRNA sau phiên mã từ gene VEGFA (8 exon). Dựa vào vị trí cắt nối trên exon 8, các đồng dạng VEGF được chia ra 2 phân họ: VEGFxxx (điểm cắt gần) và VEGFxxxb (điểm cắt xa). Sự cắt nối các exon 6 và 7 cũng dẫn đến sự thay đổi về ái lực liên kết với heparin và số lượng amino acid. Các đồng dạng VEGF ở người (VEGF121, VEGF121b, VEGF145, VEGF165, VEGF165b, VEGF189, VEGF206) có nhiều hơn vài amino acid so với các VEGF ở động vật gặm nhấm. Sự cắt nối luân phiên các exon sau phiên mã quyết định chức năng của các đồng dạng VEGF. Trong khi phân họ VEGFxxx được biểu hiện trong quá trình tân sinh mạch và được xem như một yếu tố tiền tân sinh mạch (pro-angiogenic), phân họ VEGFxxxb được biểu hiện ở mô thường và được xem như yếu tố kháng tân sinh mạch (anti-angiogenic). Bên cạnh đó, sự thêm vào/cắt bỏ exon 6 hoặc 7 sẽ ảnh hưởng đến sự kích hoạt thụ thể VEGF thông qua sự tương tác với heparan sulfate proteoglycan (HSPG) và đồng thụ thể neuropilin trên bền mặt tế bào. Gần đây, VEGF-C được phát hiện có vai trò quan trọng trong quá trình hình thành thần kinh (neurogenesis) trong vùng dưới não thất (SVZ) ở chuột, không gây ra tác động lên sự phát triển mạch máu.

## Cơ chế

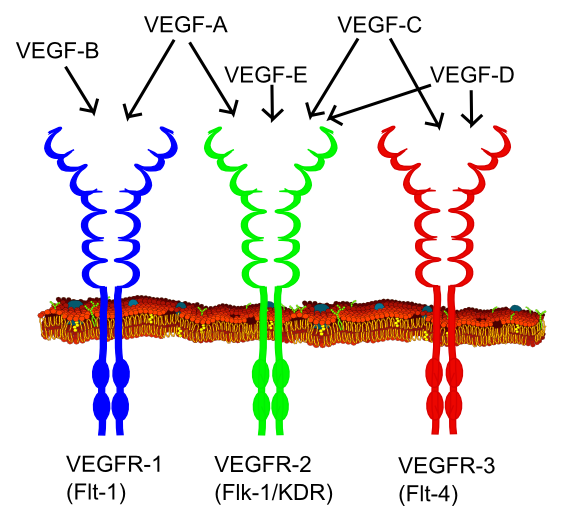
VEGF và thụ thể VEGF (VEGFR)

Để kích thích các đáp ứng tế bào, VEGF liên kết với thụ thể VEGF (VEGFR) tương ứng, thu hút các thụ thể ghép đôi và kích hoạt thông qua phosphoryl hóa chéo (transphosphorylation). Các VEGF khác nhau có vị trí, thời điểm và cường độ kích thích khác nhau. Cấu trúc VEGFR gồm 3 phần chính: vùng ngoại bào, vùng xuyên màng và vùng nội bào. Vùng ngoài bào chứa 7 domain giống immunoglobulin (Ig-like), nơi nhận tín hiệu từ VEGF; và vùng nội bào chứa một domain tyrosine kinase không liên tục, nới quá trình phosphoryl hóa chéo diễn ra sau khi hai thụ thể ghép cặp (receptor dimerization). Trong khi tất cả VEGF đều tương tác với thụ thể VEGF 2 (VEGFR2), thụ thể VEGF 1 (VEGFR1) chỉ nhận tín hiệu từ VEGF-A. VEGFR1 được xem như một thụ thể mồi (decoy receptor), ngăn VEGF liên kết với VEGFR2 (đặc biệt quan trọng trong quá trình hình thành mạch máu ở phôi thai). VEGF-C/D là phối tử của thụ thể VEGF 3 (VEGFR3), đóng vai trò quan trọng trong quá trình tân sinh mạch bạch huyết.
Ngoài kích thích truyền tín hiệu lên các VEGFR, VEGF cũng tương tác với neuropilin ghép cặp VEGFR. Phức hợp neuropilin-VEGFR làm tăng tín hiệu VEGF trên tế bào nội mô trong quá trình tạo mạch máu. Neuropilin là một receptor đa phối tử, ngoài VEGF, neuropilin cũng nhận tín hiệu từ các semaphorin nhóm 3, cạnh tranh với VEGF165 và vì vậy có thể điều hòa quá trình tân sinh mạch kích thích từ VEGF.

## Biểu hiện gene
VEGF-A được mã hóa bởi gene VEGFA và sự biểu hiện gene được điều hòa ở cấp độ phiên mã và dịch mã (tính bền mRNA thông qua liên kết với các protein điều hòa tại vùng 3'-UTR và trình trự IRES trên 5'-UTR). Sự điều hòa biểu hiện VEGF được ảnh hưởng bởi nhiều yếu tố bên ngoài, đặc biệt là sự giảm oxy huyết (hypoxia). VEGF-A được sản xuất trong điều kiện tế bào thiếu oxy cung cấp. Khi tế bào trong tình trạng thiếu oxy, yếu tố cảm ứng thiếu oxy (HIF) được tạo ra, kích thích tế bào tiết VEGF-A đi vào máu, truyền tín hiệu đến các thụ thể VEGF trên bề mặt tế bào nội mô, kích thích quá trình tân sinh mạch.
VEGFA nằm trên nhiễm sắc thể 6, cánh p, vùng 2, băng 1, băng phụ 3 (6p21.3). Cấu tạo gene gồm 8 exon và 7 intron xen kẽ nhau, vùng mã hóa khoảng 14 kbp. Vùng khởi động không chứa hộp TATA và chứa nhiều điểm liên kết với các yếu tố phiên mã, đặc biệt là trình tự đáp ứng giảm oxy huyết (HRE), nơi liên kết với phức dị thể HIF-1β/HIF-1α, khơi mào quá trình phiên mã. Ngoài ra, sự biểu hiện của VEGFA cũng được điều hòa bằng các nội tiết tố như 17β estradiol thông qua trình tự đáp ứng estrogen (ERE), progesterone thông qua trình tự đáp ứng progresterone PRE1/2/3. Thụ thể gan X (LXRα/β), retinoid và protein chuyển đổi và hoạt hóa tín hiệu phiên mã 3 (STAT3) cũng tham gia vào quá trình điều hòa phiên mã VEGF.

## Ý nghĩa lâm sàng
VEGF-A và các thụ thể tương ứng được tăng cường biểu hiện sau chấn thương hệ thần kinh trung ương (CNS), đặc biệt là các chấn thương cấp tính và bán cấp. Thời gian biểu hiện của VEGF-A sau đó được giảm dần, tương ứng với thời gian tái tạo mạch sau chấn thương. Vì vậy, VEGF-A/VEGF165 được xem xét như một đích tác dụng tiềm năng trong điều trị chấn thương hệ thần kinh trung ương thông qua kích thích quá trình tân sinh mạch. Tuy nhiên, vẫn còn nhiều tranh cãi về tác dụng điều trị VEGF-A trên các mô hình tổn thương hệ thần kinh trung ương.
Trong ung thư vú, sự tăng cường biểu hiện của VEGF-A ở khối u có liên quan đến tiên lượng xấu dựa vào đường cong sinh tồn. Sự quá biểu hiện này có thể là bước đầu cho quá trình di căn, có liên quan đến quá trình chuyển mạch (angiogenic switch). Tuy nhiên, cơ chế về sự liên quan của VEGF-A và tỉ lệ sống sót vẫn chưa được hiểu rõ.
Trong viêm khớp dạng thấp, VEGF được tiết ra trong đáp ứng với yếu tố hoại tử khối u alpha (TNF-α), làm các tế bào nội mạch trương to và tăng tính thấm, kích thích quá trình tân sinh mạch.
VEGF-A cũng quan trọng trong bệnh võng mạc đái tháo đường (DR). Những vấn đề về tuần hoàn vi mạch máu trong võng mạc của người mắc bệnh có thể gây ra tình trạng thiếu máu võng mạc, dẫn đến việc giải phóng VEGF-A, các đồng dạng VEGFxxx được sinh ra nhiều hơn các đồng dạng VEGFxxxb, hình thành thêm nhiều mạch máu mới trong võng mạc, gây cản trở thị lực. VEGF-A cũng đóng vai trò quan trọng trong chứng thoái hóa điểm vàng tuổi già (AMD) thể ướt, gây mù cho người cao tuổi ở những quốc gia công nghiệp hóa. Tình trạng bệnh lý mạch máu ở AMD có một số điểm tương đồng với bệnh võng mạc đái tháo đường, mặc dù nguyên nhân gây bệnh và nguồn gốc thông thường của quá trình tân mạch hóa (neovascularization) khác nhau giữa hai bệnh này.
VEGF-A cũng được xem là một đích tác dụng tiềm năng trong điều trị ung thư. Khi được giải phóng, VEGF-A có thể gây ra một số đáp ứng giúp tế bào sống sót, di chuyển và biệt hóa. Bevacizumab là thuốc ức chế kháng thể đơn dòng trên VEGF đầu tiên được FDA chấp thuận năm 2004. Khoảng 10-15% bệnh nhân có đáp ứng điều trị tốt với thuốc. Tuy nhiên, các dấu ấn sinh học cho đáp ứng bevacizumab hiện vẫn chưa được khám phá.
Ở thận, sự tăng cường biểu hiện của VEGF-A ở tiểu cầu thận (glomerulus) trực tiếp gây ra phì đại tiểu cầu thận và có liên quan đến tình trạng tồn dư protein niệu.
Ở bệnh sarcoma mạch máu (angiosarcoma), VEGF-D được tìm thấy nhiều trong huyết thanh. VEGF-D cũng được tìm thấy nhiều ở bệnh phổi đột lỗ (lymphangioleiomyomatosis) và được sử dụng như một dấu ấn sinh học trong chẩn đoán bệnh này.
Nồng độ VEGF tăng cao có thể tiên đoán cho đợt khởi phát sớm của tiền sản giật.